# Tiefer Stollen (Wasseralfingen)

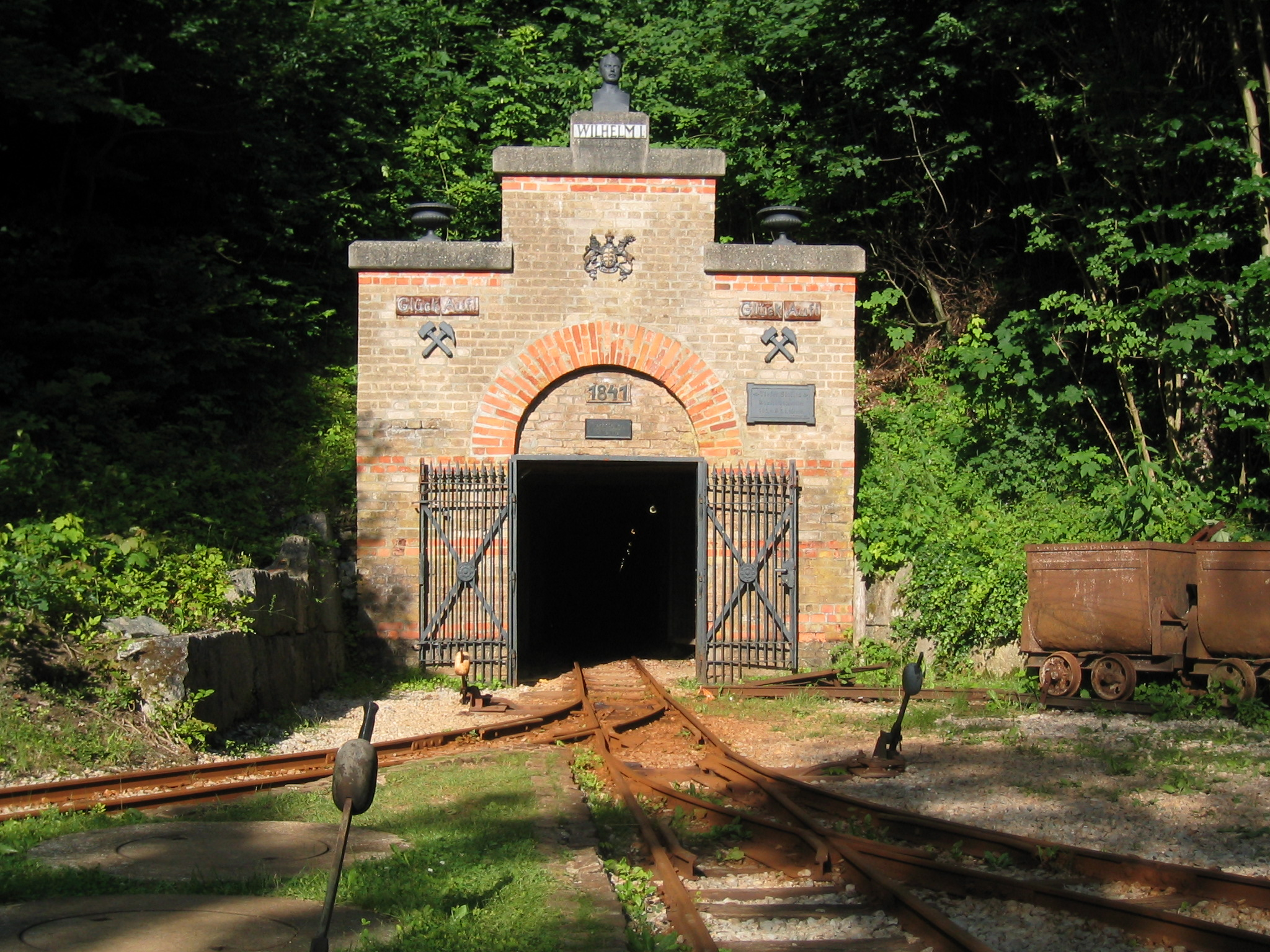
Der Eingang zum Tiefen Stollen heute

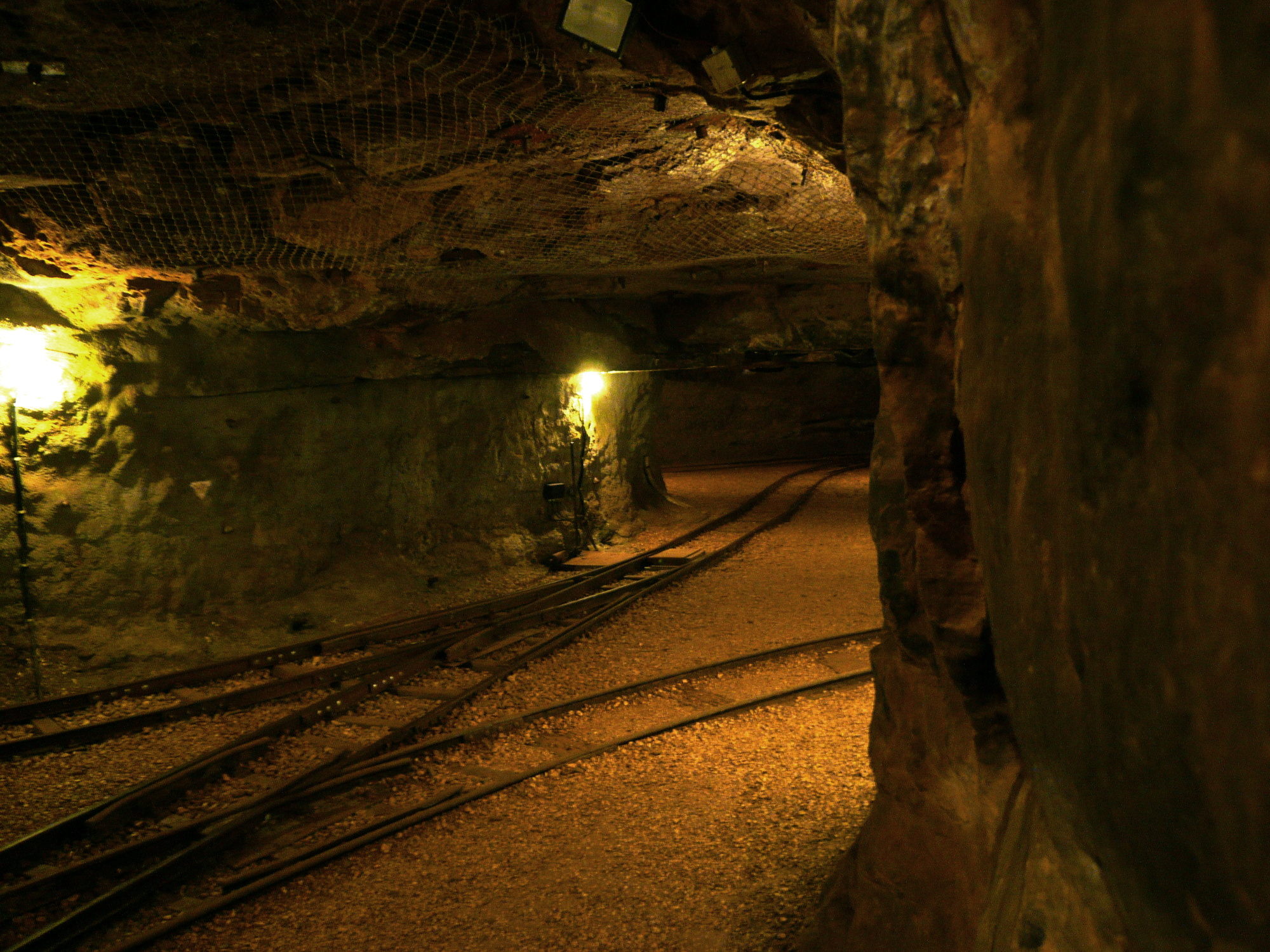
Unter Tage im Besucherbergwerk Tiefer Stollen

Der Tiefe Stollen ist ein Besucherbergwerk und Heilstollen im  Braunenberg bei Aalen-Wasseralfingen. Das Bergwerk wurde zuvor als Eisenerzgrube Wilhelm I. genutzt.
Von 1608 bis 1939 wurde dort mit zeitweiligen Unterbrechungen Eisenerz abgebaut. Das unterirdische Labyrinth wuchs in dieser Zeit immer weiter bis auf 6 km. Heute stehen die interessantesten Stollen, Schächte und Gänge als Schaubergwerk und für Atemkuren (Speläotherapie) offen.

## Lage/Geologie
Der Braunenberg liegt im östlichen Teil der Schwäbischen Alb am Strandsaum des ehemaligen Jurameeres. Durch Sedimentation von Brauneisenkörnchen (Eisenoolithkörner) in der Eisensandstein-Formation entstanden im Raum um Aalen zwei abbauwürdige Flöze. Die beiden im Braunjura Beta gelegenen Flöze haben eine Mächtigkeit von 1,4 m im oberen und 1,7 m im unteren Flöz. Der Eisengehalt liegt bei ungefähr 21 % bis 42 % im oberen und 26 % bis 31 % im unteren.

## Geschichte
Kaiser Karl IV. belehnte am 14. April 1365 Graf Ulrich d. J. von Helfenstein mit allem Eisenwerk in dessen Herrschaft. In den darauffolgenden Jahren entstanden die Gruben am Burgstall links des Kochers und am Roten Stich beim Grauleshof. 1608 entdeckte Hans Siegmund von Woellwarth das obere Stuferzflöz am Braunenberg.
Anfänglich wurden unter anderem der Hinkelstollen, der Plockstollen und der Stöcklesstollen aufgefahren. 1797 folgte der Clemensstollen. Der Tiefe Hilfs- und Wasserstollen wurde 1811 aufgefahren, um Grubenwasser abzuleiten. In den Jahren 1840/1841 entstand die auf das obere Flöz führende Tagstrecke Nr. 1, gleichzeitig wurde senkrecht unter dieser der Tiefe Stollen auf das untere Flöz getrieben. Ab 1843 führten die drei Abbaustrecken (A, B und C) etwa 100 Meter in die nördlich der Tagstrecke Nr. 1 gelegenen Abbaugebiete. In dem durch diese drei Abbaustrecken erschlossenen Bereich fand der größte Teil des Abbaus am Braunenberg statt. Das gewonnene Erz wurde immer über den Tiefen Stollen durch die tiefer gelegenen Bereiche des Bergwerkes abtransportiert, von 1876 bis 1924 diente hierzu die erste Zahnradbahn Deutschlands. 
Aufgrund des geringen Eisengehaltes und des hohen Anteils an Kieselsäure wurde 1924 der Abbau im Bereich des Tiefen Stollens eingestellt und zum Süßen Löchle verlagert. Dort wurde bis 1939 abgebaut. 1941 wurde der Eingang zum Süßen Löchle aus Sicherheitsgründen vermauert. Mit Schließung des Faber-du-Faur-Stollens 1948, der 1938 am Burgstall in Aalen aufgefahren worden war, endete die über 500-jährige Bergbautradition im Aalener Raum.

## Besucherbergwerk

### Entwicklung des Besucherbergwerkes
1979 wurde der Wasseralfinger Bergbaupfad am Braunenberg eingerichtet und das bis dahin zugemauerte Mundloch des Tiefen Stollens mit einem Gittertor versehen. Durch das damit gesteigerte Interesse der Öffentlichkeit angeregt, wurde ab 1986 die ehemalige Eisenerzgrube als Schaubergwerk aufgewältigt.
Seit September 1987 finden in der Saison täglich Führungen durch das Bergwerk statt. Die Grubenbahn bringt die Besucher 400 Meter weit in das Bergwerk. In einer Diaschau und auf dem anschließenden Rundgang erleben die Besucher die jahrhundertealte Arbeitswelt.
Der 1986 gegründete Verein Besucherbergwerk Tiefer Stollen, auch Bergwerksverein genannt, unterstützt den Betrieb des Besucherbergwerks finanziell. Seine Mitglieder übernehmen Instandsetzungsarbeiten und führen Besucher. An Bergmannstagen wird das Brauchtum gepflegt. Seit der Saison 2000 sind vermehrt Angestellte der Stadt Aalen im Einsatz, die sich um den Besucherbetrieb und den Erhalt der Anlage kümmern. Im Oktober 2010 gab das Unternehmen Zeiss bekannt, eine neue Multivisionschau im Tiefen Stollen als Förderung der Region zu unterstützen. Sie soll die über zehn Jahre alte Dia-Ton-Schau ablösen, welche nicht mehr didaktisch aktuell ist. Zudem findet an vier Tagen in der Adventszeit über und unter Tage ein Weihnachtsmarkt statt.
Die Anzahl der Besucher des Tiefen Stollens sank von anfangs über 70.000 Besuchern im Jahr 1988 auf 41.500 Besucher im Jahr 2011. Bis zu Beginn der 25. Saison als Besucherbergwerk im Jahr 2012 zählte der Tiefe Stollen insgesamt 1,4 Millionen Besucher.
Seit April 2016 ist das Besucherbergwerk außerdem eine von 26 Infostellen des UNESCO Geoparks Schwäbische Alb. Dort beginnt auch der 5,6 km lange Wasseralfinger Bergbaupfad, ein Bergbaulehrpfad des Geoparks.

### Stationen auf dem Rundweg im Besucherbergwerk
- Abbaukammer
- Asthma-Therapie
- Film Schau
- Erzrutsche
- Erzverladestelle
- Felsendom
- Förderblindschacht
- Gerätehalle
- Gießerei
- Rollschacht
- Treppenschacht

## Heilstollen
1989 wurde durch das Landesbergamt Freiburg der Asthmatherapiebetrieb genehmigt und der Therapiebetrieb konnte aufgenommen werden. Die ständig konstante Temperatur von 11 °C und hohe Luftfeuchtigkeit von 98 % bewirken folgende Heilanzeigen:
- Asthma bronchiale
- Chronische Bronchitis
- Heuschnupfen
- Pseudo-Krupp
- Anhaltender Husten nach Keuchhusten
- Chronische Nasennebenhöhlenentzündung
- Neurodermitis
- Schlafstörungen
- Infektanfälligkeit
- Stärkung der Abwehrkräfte
- Stressbewältigung und Entspannung